# Ульяново (Калининградская область)
Улья́ново (до 1938 года Краупишкен (нем. Kraupischken), в 1938 году Плацдорф (нем. Platzdorf), в 1938—1946 годах Брайтенштайн (нем. Breitenstein)) — посёлок в Неманском районе Калининградской области. Входит в состав Лунинского сельского поселения.

## География
Располагается в 25 км от города Неман, на правом берегу Инструча, напротив места впадения его левого притока Ульяновки. От посёлка Ульяново до городов Немана, Гусева и Черняховска примерно одинаковое расстояние.

## История
Первое упоминание Краупишкена относится к 1352 году, составленном при разделе территорий между замландским епископом Якобом и Орденом. В 1517 году в Краупишкене была построена кирха.
В 1708—1709 годах половина населения умерла от эпидемии чумы, и король Фридрих Вильгельм I повелел поселить колонистов из Зальцбурга.
В 1723 году в окрестностях поселения кёнигсбергским профессором логики и метафизики Иоганном Якобом Роде были найдены захоронения, датированные 600-800 годами н.э.
С 1859 года в Краупишкене работал еженедельный базар, с 1861 года проводился ежегодный рынок скота и лошадей. В 1866 году, в результате пожара, произошедшего из-за грозы, сгорело более 100 домов.
В 1902 году Краупишкен стал железнодорожной станцией узкоколейной железной дороги Инстербург—Рагнит.
В 1938 году властями гитлеровской Германии в рамках кампании по упразднению в Восточной Пруссии топонимики литовского происхождения был переименован в Плацдорф, а через несколько месяцев — в Брайтенштайн.
После Второй мировой войны по решению Потсдамской конференции передан СССР.
В 1946 году посёлок переименован в Ульяново. В октябре 1946 года в посёлок приехали первые советские поселенцы — 52 семьи из Пензенской области.

## Население
| 1910 | 1939  | 2002 | 2010 |
| ---- | ----- | ---- | ---- |
| 693  | ↗1280 | ↘764 | ↘607 |

## Транспорт
Через Ульяново проходит автострада A198 Гусев — Советск. С этими городами, а также с Черняховском посёлок связан автобусным сообщением.

## Достопримечательности

Краупишкен в 1910 году

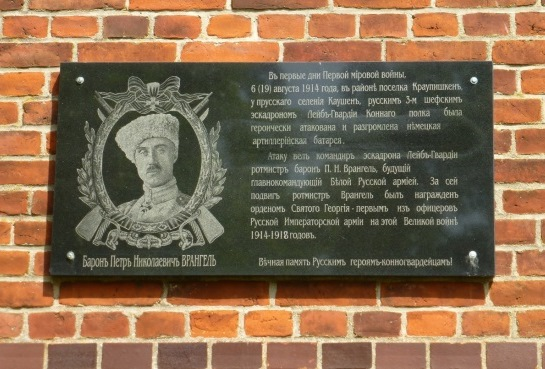
Памятная доска Барону Петру Николаевичу Врангелю в посёлке Ульяново Калининградской области

- Историко-краеведческий музей, открыт в 1981 году[2].
- Храм Владимирской иконы Божьей Матери, построенный на личные средства вице-премьера регионального правительства Юрия Шалимова в 2007 году[6].
- Памятник солдатам, погибшим в Первую мировую войну (1914—1918), похоронены 8 немецких и 83 русских солдата[7].
- Памятная доска Петру Николаевичу Врангелю и воинам-конногвардейцам, за победу в битве под Каушеном в ходе Первой мировой войны. Ротмистр Врангель был только лишь 51 по счёту офицером, вопреки мифам о «…первом на этой войне», который 13 октября 1914 года был награждён Орденом Святого Георгия[8].